# Lucas Moura
Lucas Rodrigues Moura da Silva (wym. [ˈlukas ʁoˈdɾigis ˈmowɾɐ da ˈsiwvɐ], ur. 13 sierpnia 1992 w São Paulo) – brazylijski piłkarz grający na pozycji skrzydłowego w brazylijskim klubie São Paulo. W latach 2011–2024 reprezentant Brazylii. 
Do września 2010 występował na boisku pod pseudonimem Marcelinho. Obecnie w Brazylii znany jest głównie jako Lucas, podczas gdy w Europie preferuje się formę Lucas Moura.

## Kariera klubowa
Profesjonalną karierę Lucas rozpoczął w 2010 w São Paulo FC. W lidze brazylijskiej zadebiutował 8 sierpnia 2010 w zremisowanym 1-1 wyjazdowym meczu z Athletico Paranaense, zastępując w 90 min. Marlosa. Już niecały miesiąc później, w siódmym swoim występie w Serie A w wygranym 3-2 wyjazdowym meczu z Atlético Mineiro Lucas strzelił swoją pierwszą bramkę w lidze. W pierwszym swoim sezonie Lucas rozegrał w lidze 25 spotkań, w których strzelił 4 bramki.
8 sierpnia 2012 roku Lucas podpisał czteroletni kontrakt z Paris Saint-Germain, zgodnie z którym przeszedł do francuskiego klubu w styczniu 2013 roku. PSG zapłacił 40 mln euro.
W styczniu 2018 roku podpisał kontrakt z Tottenhamem Hotspur.
| Sezon   | Klub                     | Kraj     | Rozgrywki      | Mecze | Gole | Rozgrywki Europy   | Mecze | Bramki |
| ------- | ------------------------ | -------- | -------------- | ----- | ---- | ------------------ | ----- | ------ |
| 2010    | São Paulo                | Brazylia | Série A        | 25    | 4    | –                  | –     | –      |
| 2011    | São Paulo                | Brazylia | Série A        | 28    | 9    | –                  | –     | –      |
| 2012    | São Paulo                | Brazylia | Série A        | 21    | 6    | –                  | –     | –      |
| 2012/13 | Paris Saint-Germain F.C. | Francja  | Ligue 1        | 10    | 0    | Liga Mistrzów UEFA | 4     | 0      |
| 2013/14 | Paris Saint-Germain F.C. | Francja  | Ligue 1        | 36    | 5    | Liga Mistrzów UEFA | 10    | 0      |
| 2014/15 | Paris Saint-Germain F.C. | Francja  | Ligue 1        | 29    | 7    | Liga Mistrzów UEFA | 8     | 0      |
| 2015/16 | Paris Saint-Germain F.C. | Francja  | Ligue 1        | 36    | 9    | Liga Mistrzów UEFA | 9     | 2      |
| 2016/17 | Paris Saint-Germain F.C. | Francja  | Ligue 1        | 37    | 12   | Liga Mistrzów UEFA | 7     | 1      |
| 2017/18 | Paris Saint-Germain F.C. | Francja  | Ligue 1        | 5     | 1    | Liga Mistrzów UEFA | 0     | 0      |
| 2017/18 | Tottenham Hotspur        | Anglia   | Premier League | 6     | 0    | Liga Mistrzów UEFA | 1     | 0      |
| 2018/19 | Tottenham Hotspur        | Anglia   | Premier League | 32    | 10   | Liga Mistrzów UEFA | 12    | 5      |
| 2019/20 | Tottenham Hotspur        | Anglia   | Premier League | 27    | 4    | Liga Mistrzów UEFA | 6     | 1      |

Stan na: 18 kwietnia 2020 r.

## Kariera reprezentacyjna
W styczniu i lutym 2011 wziął udział w Mistrzostwach Ameryki Południowej do lat 20, które Brazylia wygrała, kwalifikując się do Mistrzostw Świata w tej samej kategorii wiekowej oraz Igrzysk Olimpijskich w Londynie. Lucas wystąpił we wszystkich dziewięciu meczach turnieju, strzelając cztery bramki (w tym trzy w decydującej o mistrzostwie potyczce z Urugwajem), które dały mu tytuł wicekróla strzelców.
W seniorskiej reprezentacji Brazylii zadebiutował 27 marca 2011 w wygranym 2-0 meczu ze Szkocją, zastępując w 71 min. Jádsona.
Z powodu otrzymania powołania na turniej Copa América 2011, nie pojechał na zwycięskie dla Brazylii Mistrzostwa Świata U-20 rozegrane w lipcu i sierpniu 2011. W Mistrzostwach Ameryki Południowej, w których Brazylia odpadła w ćwierćfinale, zagrał we wszystkich 4 meczach.

## Zmiana pseudonimu
Na początku kariery Lucas był w Brazylii znany pod pseudonimem Marcelinho, który nadano mu jeszcze w dzieciństwie, by odróżnić go od innego gracza o imieniu Lucas, gdy przeniósł się ze szkółki piłkarskiej Marcelinho Carioki do klubu SERC Santa Maria w São Caetano do Sul. Z powodu drobnej postury często także porównywano go do jednego z najlepszych piłkarzy w historii Corinthians Paulista, klubu należącego do największych rywali São Paulo FC.
Kilka tygodni po tym, jak wywalczył sobie miejsce w drużynie seniorskiej São Paulo (wrzesień 2010), zwrócił się do klubu i przedstawicieli mediów, by używano jego prawdziwego imienia. Argumentował to prośbą rodziców, a także niechęcią do bycia porównywanym z innym zawodnikiem. Nieoficjalnym powodem miało być jednak niezadowolenie kibiców São Paulo, którym pseudonim kojarzył się zbyt jednoznacznie z byłym zawodnikiem Corinthians Paulista.

## Sukcesy

### São Paulo
- Copa Sudamericana: 2012

### Paris Saint-Germain
- Mistrzostwo Francji: 2012/2013, 2013/2014, 2014/2015, 2015/2016
- Puchar Francji: 2014/2015, 2015/2016, 2016/2017
- Puchar Ligi Francuskiej: 2013/2014, 2014/2015, 2015/2016, 2016/2017
- Superpuchar Francji: 2013, 2014, 2015, 2016, 2017

### Tottenham Hotspur
- Finalista Ligi Mistrzów UEFA: 2018/2019

### Reprezentacyjne
- Wicemistrz olimpijski: 2012
- Puchar Konfederacji: 2013
- Mistrzostwo Ameryki Południowej U-20: 2011

### Wyróźnienia
- Drużyna sezonu Ligi Mistrzów UEFA: 2018/2019